# ミーティングアレヴァ
ミーティング・ド・パリ（Meeting de Paris）は、フランス・パリにあるスタッド・セバスティアン・シャルレティで毎年開催される陸上競技大会。旧称はミーティング・ギャズ・ド・フランス（Meeting Gaz de France）、ミーティングアレヴァ（Meeting Areva）。かつてはIAAFゴールデンリーグの1競技会、現今ではダイヤモンドリーグを構成する1競技会である。1999年に始まった。過去最多観客動員数は2005年7月1日に記録した70,253人。パリ国際、ダイヤモンドリーグ・パリ大会などとも表記される。

## 大会一覧
| 年月日        | 大会                               | 区分               | 備考   |
| ------------- | ---------------------------------- | ------------------ | ------ |
| 1984年        | ミーティング・ド・サン＝ドニ       |                    |        |
| ...           |                                    |                    |        |
| 1999年7月3日  | ミーティング・ギャズ・ド・フランス | グランプリII       |        |
| 2000年7月23日 | ミーティング・ギャズ・ド・フランス | ゴールデンリーグ   | [ 2 ]  |
| 2001年7月6日  | ミーティング・ギャズ・ド・フランス | ゴールデンリーグ   | [ 3 ]  |
| 2002年7月5日  | ミーティング・ギャズ・ド・フランス | ゴールデンリーグ   | [ 4 ]  |
| 2003年7月4日  | ミーティング・ギャズ・ド・フランス | ゴールデンリーグ   | [ 5 ]  |
| 2004年7月23日 | ミーティング・ギャズ・ド・フランス | ゴールデンリーグ   | [ 6 ]  |
| 2005年7月1日  | ミーティング・ギャズ・ド・フランス | ゴールデンリーグ   | [ 7 ]  |
| 2006年7月8日  | ミーティング・ギャズ・ド・フランス | ゴールデンリーグ   | [ 8 ]  |
| 2007年7月6日  | ミーティング・ギャズ・ド・フランス | ゴールデンリーグ   | [ 9 ]  |
| 2008年7月18日 | ミーティング・ギャズ・ド・フランス | ゴールデンリーグ   | [ 10 ] |
| 2009年7月17日 | ミーティングアレヴァ               | ゴールデンリーグ   | [ 11 ] |
| 2010年7月16日 | ミーティングアレヴァ               | ダイヤモンドリーグ | [ 12 ] |
| 2011年7月8日  | ミーティングアレヴァ               | ダイヤモンドリーグ | [ 13 ] |
| 2012年7月6日  | ミーティングアレヴァ               | ダイヤモンドリーグ |        |
| 2013年7月6日  | ミーティングアレヴァ               | ダイヤモンドリーグ |        |
| 2014年7月5日  | ミーティングアレヴァ               | ダイヤモンドリーグ |        |
| 2015年7月4日  | ミーティングアレヴァ               | ダイヤモンドリーグ |        |
| 2016年8月27日 | ミーティングアレヴァ               | ダイヤモンドリーグ |        |

## 歴史
大会の起源は1984年にミシェル・ジルベルマン (Michel Zilbermann) がスタッド・オーギュスト・ドローヌで開催した陸上競技大会にある。この大会は1998年まで開催された。ほかにパリではスタッド・セバスティアン・シャルレティで毎年開催される陸上競技大会があった。2つの大会は1999年に共同開催の形で、スタッド・ド・フランスに会場を移して新しい競技会となるミーティング・ギャズ・ドゥ・フランス (Meeting Gaz de France) を開催した。1999年7月3日のミーティング・ギャズ・ドゥ・フランスを57,724人の観衆が観戦し、フランスの陸上競技会としては当時の過去最大となる観客動員数を記録した。 IAAFグランプリIIにランクされた初回の大会は19種目が行われ、男子選手はヒシャム・エルゲルージ、ドノバン・ベイリー、イバン・ペドロソ、コリン・ジャクソン、女子選手はゲイル・ディバース、マリーン・オッティ、クリスティン・アーロン、キム・バッテンといった各種目のトップ選手たちが出場した。キューバのハビエル・ソトマヨルが男子走高跳で2m34の記録で優勝し、 またカザフスタンのオルガ・シシギナは女子100mハードルで自己記録に迫る12秒47を記録して優勝した。ロシアのアンジェラ・バラコノワは女子棒高跳で4m55を記録してヨーロッパ新記録を樹立した。2017年からは、スタッド・セバスティアン・シャルレティを会場として開催されている。

### ゴールデンリーグ (2000-2009)
2000年に2つの大会は、ミーティング・ギャズ・ドゥ・フランスとして正式に統合された。この大会はIAAFゴールデンリーグに区分され、ベルリンのISTAFやビスレットゲームズと同じクラス5にランクされた。シドニーオリンピックの数週前に行われたこの大会で、タチアナ・コトワは女子走幅跳で7m04を記録し、キャシー・フリーマンは女子200mで22秒62を記録した。アリ・サイディ＝シエフは男子3000mで7分27秒67を記録して同種目の大会記録を更新した。
2001年大会は男子800mでアンドレ・ブヒャーが1分43秒34、同1500mでヒシャム・エルゲルージが3分28秒38、女子100mでマリオン・ジョーンズが10秒84、同3000mでオリガ・エゴロワが8分23秒75をマーク、4つの大会新記録が生まれた。。ミーティング・ギャズ・ドゥ・フランスは、メモリアルヴァンダムとヴェルトクラッセチューリッヒに次ぐIAAFクラス3にランクされた。
2002年大会は48,000人の観衆が訪れ、降雨・冷温・強風といったあまり好ましくない条件下で開催された。この大会に初めて参加したモーリス・グリーンが男子100mで9秒99を記録、女子100mHのゲイル・ディバースは12秒56の記録で優勝した。男子三段跳のジョナサン・エドワーズによる17m75と女子やり投のタチアナ・シコレンコのよる64m59の2つの大会新記録が生まれた。男子棒高跳のロマン・メニルはゴールデンリーグで勝利した最初のフランス人選手になった。

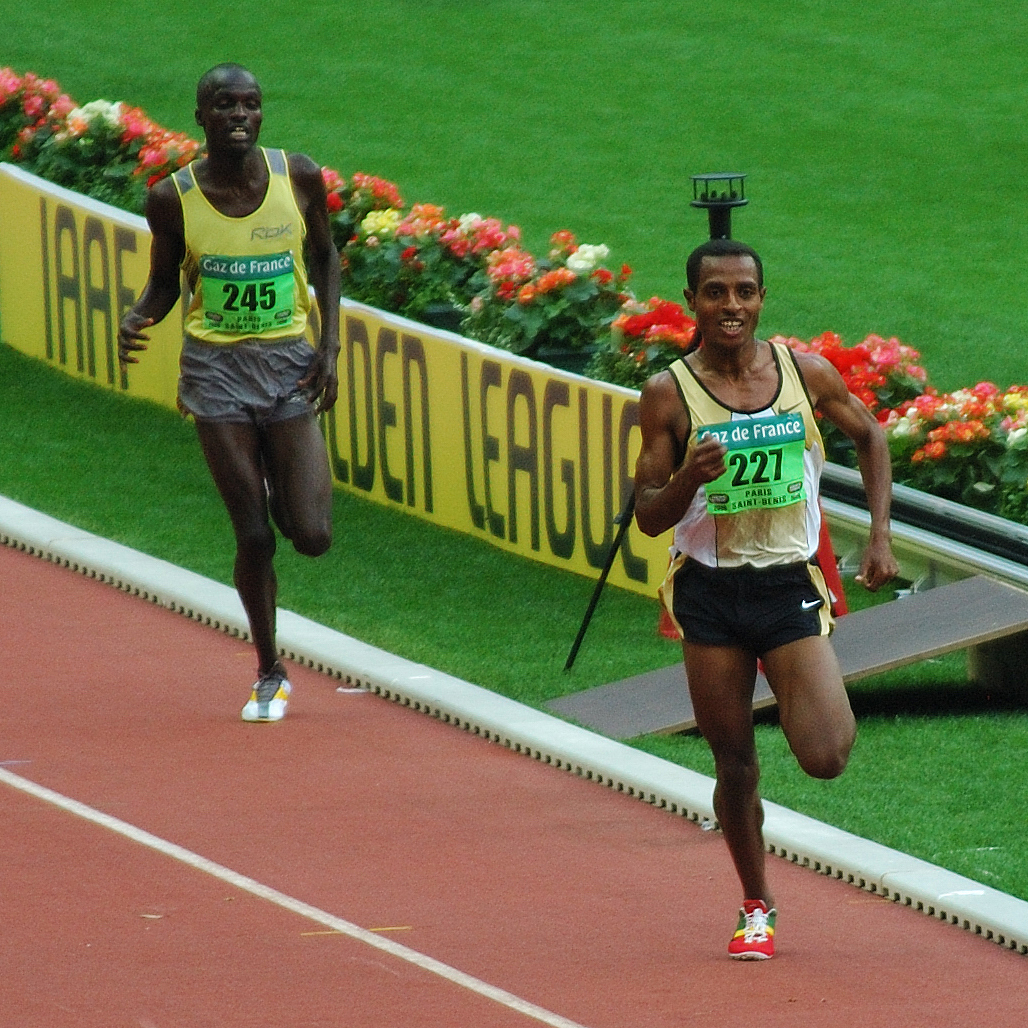
2006年大会の男子5000mにおけるケネニサ・ベケレ（右）とエドウィン・ソイ。ベケレはソイ以下をおさえて12分51秒32の記録で優勝した。

2003年大会は、同じスタッド・ドゥ・フランスで開催される世界選手権より一月あまり前の7月4日に行われ、55,000人の観客を集めた。男子5000mはアブラハム・チェビイがハイレ・ゲブレセラシェを破って優勝、5人が12分台を記録している。男子3000mSCはブアブダラ・ターリがヨーロッパ記録タイの8分06秒91をマーク。女子三段跳のタチアナ・レベデワが15m12、男子110mHのアレン・ジョンソンが12秒97をマークしそれぞれ大会記録を更新した。
2004年大会はアテネオリンピック3週前の7月23日に行われ、63,851人の入場者数を記録した。モーリス・グリーン、バーナード・ラガト、アレン・ジョンソン、フェリックス・サンチェス、クリスチャン・オルソンらが出場した。男子200mは100mで優勝したフランシス・オビクウェルが20秒12の記録で制し、この年で引退することを表明していたフランク・フレデリクスが20秒35を記録して3位に入った。男子円盤投のウィルギリウス・アレクナが70m21 、女子400mのトニーク・ウィリアムズ＝ダーリンが49秒15 、女子ハンマー投のイプシ・モレノが72m43をマークしそれぞれ大会記録を更新した。
2005年7月1日、ミーティング・ギャズ・ドゥ・フランスは1日開催の陸上競技大会として最大となる70,253人の観客を集めた。トラックレースでは、男子5000mのケネニサ・ベケレが自身が持つ世界記録に3秒及ばないものの、同年のシーズン世界最高記録となる12分40秒18をマークして優勝した。一月後の世界選手権で優勝することになるラッジ・ドゥクレは男子110mハードルフランス新記録となる13秒02をマークして優勝した。
2006年大会は4つの大会新記録が生まれた。アサファ・パウエルは初めでこの大会に出場し男子100mで9秒85をマークして優勝。男子400mではジェレミー・ウォリナーが43秒91、女子1500mのユリア・チジェンコは3分55秒68、女子棒高跳のエレーナ・イシンバエワは4m76をマークしそれぞれ大会記録を更新した。男子5000mのケネニサ・ベケレはエドウィン・ソイを破って2年連続優勝を飾った。

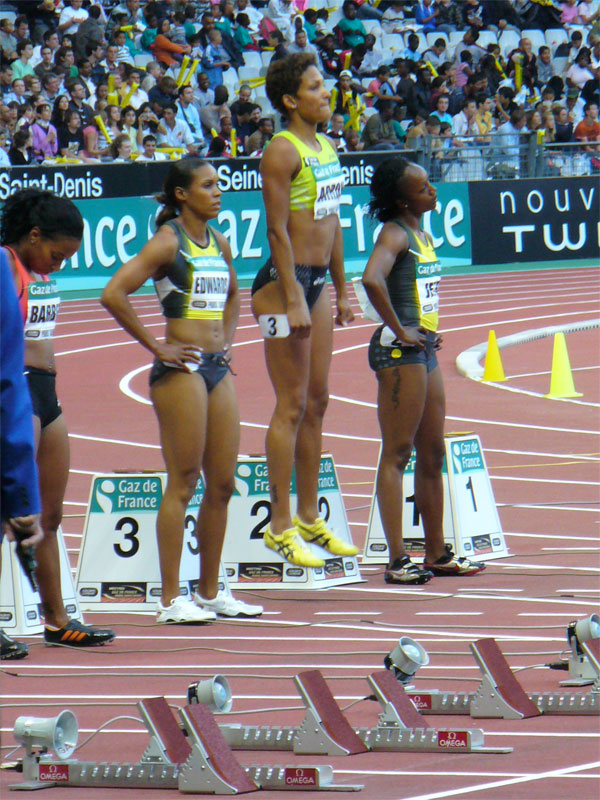
2007年大会女子100mスタート前の様子

2007年大会、男子110mハードルはダイロン・ロブレスが世界記録保持者の劉翔らを破って優勝した。ロブレスとアメリカのアンワル・ムーアの2人が13秒13をマークしたが、写真判定の結果ロブレスが勝利した。男子1500mはアラン・ウェッブが同年のシーズン世界最高記録となる3分30秒54をマークして優勝した。女子棒高跳びのエレーナ・イシンバエワは4m91を、女子走高跳のブランカ・ブラシッチは2m02をマークして優勝、それぞれ大会記録を更新した。
2008年、大会はスタッド・ドゥ・フランス開催となって10周年を迎えた。女子800mはパメラ・ジェリモが1分54秒97をマークして優勝、ジュニア世界新記録・アフリカ新記録・大会新記録を樹立した。男子110mハードルではダイロン･ロブレスが、同年6月にオストラヴァで記録した自らの世界記録に0秒01と迫る12秒88をマークして圧勝、大会記録を更新している。この年の大会では男子400mのジェレミー・ウォリナーが43秒86、女子5000mのルーシー・ワゴイが14分38秒47をマークし大会記録を更新した。同じ2008年、大会創設者のジルベルマンが長い闘病生活の末に亡くなった。
1999年から2008年までミーティング・ギャズ・ドゥ・フランスとして行われた大会は、2009年2月に新しい大会スポンサーであるアレヴァ (Areva) を冠してミーティングアレヴァと名を改めた。
2009年大会は大雨に見舞われたが、ケネニサ・ベケレ、ケロン・スチュワート、サーニャ・リチャーズ＝ロス、エレーナ・イシンバエワの4人がゴールデンリーグのジャックポット対象者に残った。この大会ではウサイン・ボルトが100mでシーズン世界最高記録（当時）となる9秒79をマークして優勝、大会新記録を樹立した。ボルトが世界選手権で世界記録を再び更新する数週間前のことであった。続くダニエル・ベイリーはアンティグア・バーブーダ記録を更新し、注目された。棒高跳フランス記録保持者ルノー・ラビレニの勝利を見ようと46,500人が集まった大会でもあった。女子100mはケロン・スチュワートが10秒99をマークして優勝、女子400mのサーニャ・リチャーズは49秒34の記録で圧勝し3年連続優勝を飾った。

### ダイヤモンドリーグ (2010 - )

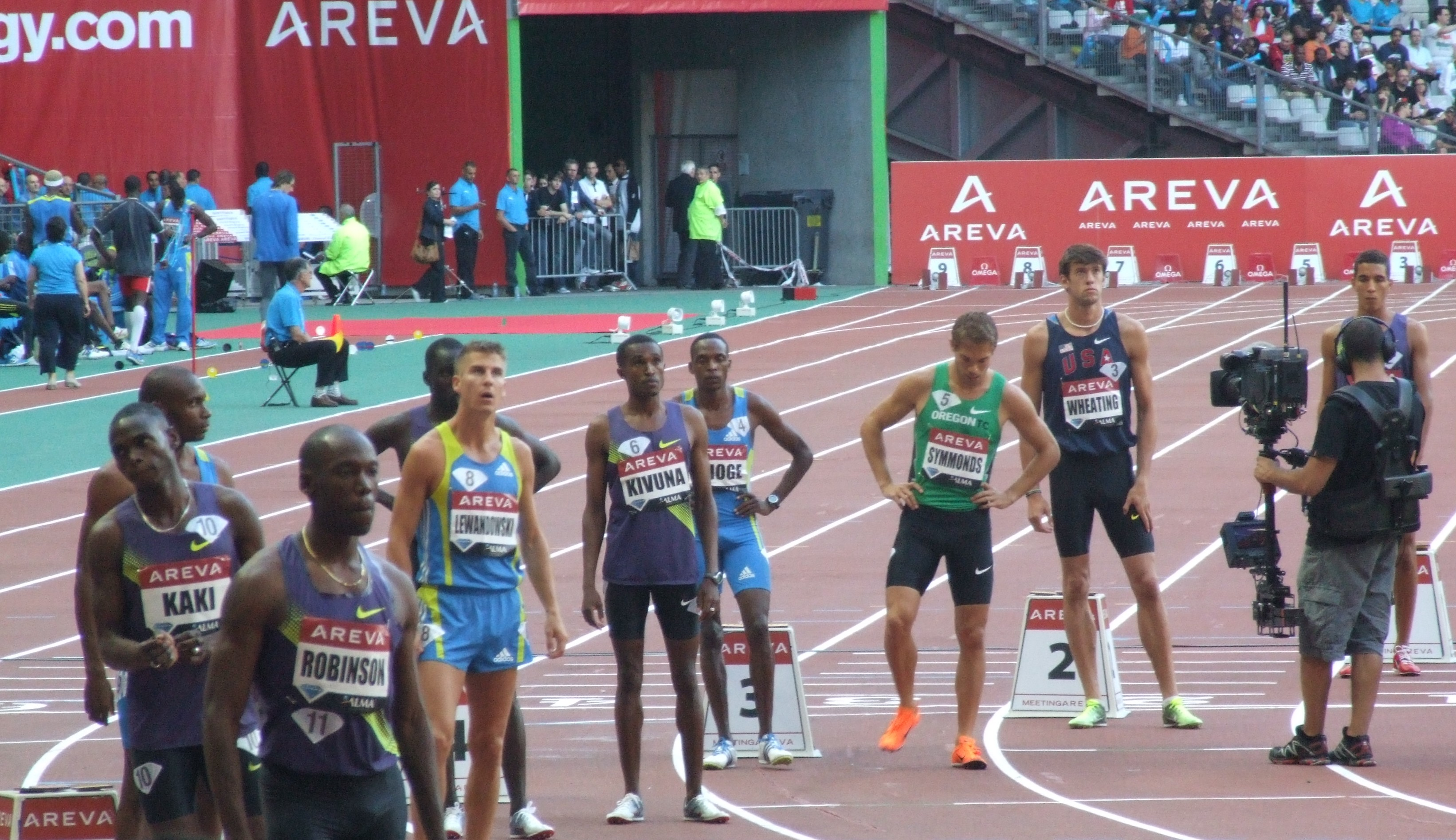
ダイヤモンドリーグ初年度の2010年大会男子800mスタート前の様子

2010年、ゴールデンリーグはこの年に新設されたダイヤモンドリーグに統合され、ミーティングアレヴァもその一大会として行われることとなった。2010年大会では男子3000mSCのブリミン・キプルト (8分00秒90) 、女子5000mのヴィヴィアン・チェルイヨット (14分27秒41) 、女子砲丸投のナドゼヤ・オスタプチュク (20m78) 、女子円盤投のヤレリス・バリオス (65m53) が大会記録を更新した。ウサイン・ボルトは9秒84の記録で同国人のアサファ・パウエルやヨハン・ブレークを下して2年連続優勝を飾った。
2011年大会は7月8日に行われ、ヤルヘリス・サビヌがこの年の女子三段跳世界最高記録となる14m99をマークして優勝した。女子やり投のクリスティーナ・オーバークフォルはシーズン世界最高記録（当時）となる68m01を記録して大会記録を更新、女子400ハードルのズザナ・ヘイノヴァはシーズン世界最高記録（当時）となる53秒29をマークした。男子110mハードルはダイロン・ロブレスがデビッド・オリバーとの同タイム (13秒09) の勝負を制して優勝した。
2012年大会はロンドンオリンピックの4週前にあたる7月6日に開催され、5種目のシーズン世界最高記録と2種目の大会記録、1種目のジュニア世界記録が刻まれた。男子800mのデイヴィッド・ルディシャは1分41秒54をマークして優勝し大会記録を更新した。その他に男子3000mSCのポール・コエチ (8分00秒57) 、女子100mハードルのサリー・ピアソン (12秒40) 、男子400mハードルのハビエル・クルソン (47秒78) がシーズン世界最高記録を、男子5000mのデジェン・ゲブレメスケル (12分46秒81) は同年のシーズン世界最高記録をマークしてそれぞれ優勝した。男子5000mのハゴス・ゲブリウェトは12分46秒81を記録して2位に入り、同種目のジュニア世界新記録を樹立。女子3000mSCのハビバ・グリビは9分28秒81の大会新記録で優勝した。
2013年大会はウサイン・ボルトに注目が集まり、200mでシーズン世界最高記録（当時）19秒73をマークした試合を50,226人の観衆が目撃した。この年のボルトはレース前のイベントでシトロエン・2CVに乗ってトラックを回り、ファンの声援に応えた。この大会はフランスを代表する棒高跳選手の一人で世界選手権銀メダリストロマン・メニル (5m30・11位) の引退試合となった。その男子棒高跳は同じフランスのルノー・ラビレニが5m92の記録で優勝した。ボルト以外に男子3000mのエゼキエル・ケンボイ (7分59秒03) 、女子5000mのティルネシュ・ディババ (14分23秒68) が大会新記録とシーズン世界最高記録を、男子400mのキラニ・ジェームス (43秒96) がシーズン世界最高記録をマークしてそれぞれ優勝した。男子3000mSCでケンボイに次ぐ2位に入ったマイディーヌ・メキシベナバは8分00秒09のヨーロッパ新記録を樹立した。
2023年大会では3つの世界記録が誕生した。まず、ヤコブ・インゲブリクトセンが2マイル走にて7分54秒10の世界最高記録を樹立した。これはダニエル・コーメンの記録を4秒以上更新する大記録であった。続いて男子3000m障害で、ラメチャ・ギルマが7分52秒11の世界記録を樹立した。さらに、女子5000mでは、フェイス・キピエゴンが14分05秒20の世界記録を樹立し、レテセンベト・ギデイの記録を更新した。
2024年大会の女子1500mでは、フェイス・キピエゴンが、自身が昨年のゴールデンガラで記録した3分49秒11を0秒07更新する3分49秒04の世界新記録を打ち立てた。

## 大会記録

### 男子
| 種目       | 記録               | 選手                                                                                    | 国籍             | 年月日        | 備考   |
| ---------- | ------------------ | --------------------------------------------------------------------------------------- | ---------------- | ------------- | ------ |
| 100 m      | 9秒79（−0.2 m/s）  | ウサイン・ボルト                                                                        | ジャマイカ       | 2009年7月17日 |        |
| 200 m      | 19秒65（+0.2 m/s） | ノア・ライルズ                                                                          | アメリカ合衆国   | 2019年8月24日 |        |
| 400 m      | 43秒86             | ジェレミー・ウォリナー                                                                  | アメリカ合衆国   | 2008年7月18日 | [ 41 ] |
| 800 m      | 1分41秒54          | デイヴィッド・レクタ・ルディシャ                                                        | ケニア           | 2012年7月6日  | [ 42 ] |
| 1000 m     | 2分13秒73          | ヌールディン・モルセリ                                                                  | アルジェリア     | 1993年7月2日  |        |
| 1500 m     | 3分28秒38          | ヒシャム・エルゲルージ                                                                  | モロッコ         | 2001年7月6日  | [ 43 ] |
| 1マイル    | 3分49秒01          | ヒシャム・エルゲルージ                                                                  | モロッコ         | 1998年7月29日 |        |
| 2000 m     | 4分58秒21          | ヌールディン・モルセリ                                                                  | アルジェリア     | 1992年6月4日  |        |
| 3000 m     | 7分27秒67          | アリ・サイディ＝シエフ                                                                  | アルジェリア     | 2000年6月23日 | [ 44 ] |
| 2マイル    | 7分54秒10 WB DLR   | ヤコブ・インゲブリクトセン                                                              | ノルウェー       | 2023年6月9日  |        |
| 5000 m     | 12分40秒18         | ケネニサ・ベケレ                                                                        | エチオピア       | 2005年7月1日  | [ 45 ] |
| 10000 m    | 27分22秒95         | フェルナンド・マメーデ                                                                  | ポルトガル       | 1982年7月9日  |        |
| 110 mH     | 12秒88（+0.5 m/s） | ダイロン・ロブレス                                                                      | キューバ         | 2008年7月18日 |        |
| 400 mH     | 46秒98             | アブデラマン・サンバ                                                                    | カタール         | 2018年6月30日 |        |
| 3000 mSC   | 7分52秒11 WR DLR   | ラメチャ・ギルマ                                                                        | エチオピア       | 2023年6月9日  |        |
| 走高跳     | 2m40               | ハビエル・ソトマヨル                                                                    | キューバ         | 1991年7月19日 |        |
| 棒高跳     | 6m00               | セルゲイ・ブブカ                                                                        | ソビエト連邦     | 1985年7月13日 |        |
| 棒高跳     | 6m00               | セルゲイ・ブブカ                                                                        | ソビエト連邦     | 1990年6月29日 |        |
| 棒高跳     | 6m00               | セルゲイ・ブブカ                                                                        | ウクライナ       | 1992年6月4日  |        |
| 棒高跳     | 6m00               | ジェフ・ハートウィグ                                                                    | アメリカ合衆国   | 1998年6月4日  |        |
| 走幅跳     | 8m66（+0.9 m/s）   | マイク・パウエル                                                                        | アメリカ合衆国   | 1990年6月29日 |        |
| 三段跳     | 17m75（+1.1 m/s）  | ジョナサン・エドワーズ                                                                  | イギリス         | 2002年7月5日  | [ 46 ] |
| 砲丸投     | 22m00              | トーマス・ウォルシュ                                                                    | ニュージーランド | 2016年8月27日 |        |
| 円盤投     | 70m21              | ウィルギリウス・アレクナ                                                                | リトアニア       | 2004年7月23日 | [ 47 ] |
| ハンマー投 | 83m00              | バラシュ・キシュ                                                                        | ハンガリー       | 1998年6月4日  |        |
| やり投     | 91m40              | ヤン・ゼレズニー                                                                        | チェコ           | 1998年7月29日 |        |
| 4x100 mR   | 38秒70             | Jeffrey Lawal-Balogun Craig Pickering マーロン・デボニッシュ マーク・ルイス＝フランシス | イギリス         | 2000年7月16日 | [ 48 ] |

- WR=世界記録　　WB=世界最高記録

DLR=ダイアモンドリーグ記録

### 女子
| 種目       | 記録               | 選手                                 | 国籍             | 年月日        | 備考   |
| ---------- | ------------------ | ------------------------------------ | ---------------- | ------------- | ------ |
| 100 m      | 10秒74             | シェリー＝アン・フレーザー＝プライス | ジャマイカ       | 2015年7月4日  |        |
| 200 m      | 21秒95             | マリー＝ジョゼ・ペレク               | フランス         | 1995年6月1日  |        |
| 400 m      | 49秒15             | トニーク・ウィリアムズ＝ダーリン     | バハマ           | 2004年7月23日 | [ 49 ] |
| 800 m      | 1分54秒25          | キャスター・セメンヤ                 | ケニア           | 2018年6月30日 |        |
| 1000 m     | 2分32秒40          | Ella Kovács                          | ルーマニア       | 1993年7月2日  |        |
| 1500 m     | 3分49秒04          | フェイス・キピエゴン                 | ケニア           | 2024年7月7日  |        |
| 1マイル    | 4分18秒08          | メアリー・デッカー                   | アメリカ合衆国   | 1982年7月9日  |        |
| 3000 m     | 8分23秒75          | オルガ・エゴロワ                     | ロシア           | 2001年7月6日  | [ 50 ] |
| 5000 m     | 14分15秒41         | ゲンゼベ・ディババ                   | エチオピア       | 2015年7月4日  |        |
| 10000 m    | 31分08秒41         | カテリナ・マッキーナン               | アイルランド     | 1995年6月17日 |        |
| 100 mH     | 12秒32（+1.6 m/s） | リュドミラ・エンクイスト             | ロシア           | 1992年6月4日  |        |
| 400 mH     | 53秒06             | キム・バッテン                       | アメリカ合衆国   | 1998年7月29日 |        |
| 3000 mSC   | 8分52秒78          | ルース・ジェベト                     | バーレーン       | 2016年8月27日 |        |
| 走高跳     | 2m04               | マリア・ラシツケネ                   | 中立選手         | 2018年6月30日 |        |
| 棒高跳     | 4m91               | エレーナ・イシンバエワ               | ロシア           | 2007年7月6日  | [ 51 ] |
| 走幅跳     | 7m15（+1.7 m/s）   | ハイケ・ドレクスラー                 | ドイツ           | 1992年7月6日  |        |
| 三段跳     | 15m12（−0.9 m/s）  | タチアナ・レベデワ                   | ロシア           | 2003年7月4日  | [ 52 ] |
| 砲丸投     | 20m78              | ナドゼヤ・オスタプチュク             | ベラルーシ       | 2010年7月16日 |        |
| 砲丸投     | 20m78              | バレリー・アダムス                   | ニュージーランド | 2011年7月8日  | [ 53 ] |
| 円盤投     | 68m60              | サンドラ・ペルコヴィッチ             | クロアチア       | 2018年6月30日 |        |
| ハンマー投 | 72m43              | イプシ・モレノ                       | キューバ         | 2004年7月23日 | [ 54 ] |
| やり投     | 68m01              | クリスティーナ・オーバークフォル     | ドイツ           | 2011年7月8日  | [ 55 ] |

- WR=世界記録　　WB=世界最高記録

DLR=ダイアモンドリーグ記録

### この大会で誕生した世界記録
| 年月日        | 種目                       | 選手                 | 記録      |
| ------------- | -------------------------- | -------------------- | --------- |
| 2016年8月27日 | 3000mSC                    | ルース・ジェベト     | 8分52秒78 |
| 2023年6月9日  |                            |                      |           |
| 2マイル       | ヤコブ・インゲブリクトセン | 7分54秒10            |           |
| 3000mSC       | ラメチャ・ギルマ           | 7分52秒11            |           |
| 5000m         | フェイス・キピエゴン       | 14分05秒20           |           |
| 2024年7月7日  | 1500m                      | フェイス・キピエゴン | 3分49秒04 |

### この大会で誕生したエリア記録
| 年月日        | 種目    | 選手                       | 記録      | エリア             |
| ------------- | ------- | -------------------------- | --------- | ------------------ |
| 1998年7月3日  | 棒高跳  | アンジェラ・バラコノワ     | 4m55      | ヨーロッパ新記録   |
| 2003年7月4日  | 3000mSC | ブアブダラ・ターリ         | 8分06秒91 | ヨーロッパ記録タイ |
| 2008年7月18日 | 800m    | パメラ・ジェリモ           | 1分54秒97 | アフリカ新記録     |
| 2013年7月6日  | 3000mSC | マイディーヌ・メキシベナバ | 8分00秒09 | ヨーロッパ新記録   |
| 2015年7月4日  | 100m    | ジミー・ヴィコ             | 9秒86     | ヨーロッパ新記録   |
| 2015年7月4日  | 400m    | ウェイド・バンニーキルク   | 43秒96    | アフリカ新記録     |
| 2015年7月4日  | 3000mSC | エヴァン・イェーガー       | 8分00秒45 | 北米新記録         |
| 2016年8月27日 | 砲丸投  | トーマス・ウォルシュ       | 22m00     | オセアニア新記録   |
| 2016年8月27日 | 3000mSC | ジュヌヴィエーヴ・ラカゼ   | 9分14秒28 | オセアニア新記録   |
| 2018年6月30日 | 400mH   | アブデラマン・サンバ       | 46秒98    | アジア新記録       |
| 2018年6月30日 | 400m    | Salwa Eid Nasser           | 49秒55    | アジア新記録       |
| 2018年6月30日 | 100m    | 蘇炳添                     | 9秒91     | アジア記録タイ     |